# منطقه میچوان-کوکتاغ
منطقه میچوان-کوکتاغ (به اویغوری: مىچۈەن-كۆكتاغ رايونى‎) و یا منطقه میدونگ (به زبان اویغوری: مىدوڭ رايونى‎)(به جینی: 米东区، به پین‌یین: Mǐdōng Qū) یکی از مناطق شهری در اورومچی، مرکز منطقه خودمختار سین‌کیانگ اویغور در چین است..
این منطقه، در سال ۲۰۰۷، از ادغام شهر میچوان (به اویغوری: مىچۈەن شەھىرى)(به جینی: 米泉市، به پین‌یین: Mǐquán Shì) و منطقه کوکتاغ/دونگشان (به اویغوری: كۆكتاغ رايونى‎)(به جینی: 东山区، به پین‌یین: Dōngshān Qū) تشکیل شد.
نام چینی این منطقه، «میدونگ»، از ترکیب هجاهای اول نام این دو واحد تقسیماتی منحل شده می باشد. در زبان اویغوری، این منطقه بعضا با نام ترکیبی این دو واحد تقسیماتی، نوشته شده با یک خط تیره، و همینطور در مواردی با نام «میدونگ» یاد می شود.
از نظر جغرافیایی، این منطقه ولایت خودمختار سانجی هوئی را به دو قسمت مجزای شرقی و غربی تقسیم است.

## جمعیت
| ترکیب قومیتی منطقه میچوان-کوکتاغ | ترکیب قومیتی منطقه میچوان-کوکتاغ | ترکیب قومیتی منطقه میچوان-کوکتاغ | ترکیب قومیتی منطقه میچوان-کوکتاغ | ترکیب قومیتی منطقه میچوان-کوکتاغ |
| -------------------------------- | -------------------------------- | -------------------------------- | -------------------------------- | -------------------------------- |
| قومیت                            | قومیت                            |                                  | درصد                             | درصد                             |
| هان                              | هان                              |                                  | ۶۵٫۶٪                            | ۶۵٫۶٪                            |
| هوئی                             | هوئی                             |                                  | ۲۷٫۶٪                            | ۲۷٫۶٪                            |
| اویغور                           | اویغور                           |                                  | ۳٫۸٪                             | ۳٫۸٪                             |
| قزاق                             | قزاق                             |                                  | ۱٫۷٪                             | ۱٫۷٪                             |
| مغول                             | مغول                             |                                  | ۰٫۳٪                             | ۰٫۳٪                             |
| منجو                             | منجو                             |                                  | ۰٫۲٪                             | ۰٫۲٪                             |
| روس                              | روس                              |                                  | ۰٫۱٪                             | ۰٫۱٪                             |
| شیبه                             | شیبه                             |                                  | ۰٫۱٪                             | ۰٫۱٪                             |
| سایر                             | سایر                             |                                  | ۰٫۶٪                             | ۰٫۶٪                             |
| منبع سرشماری جمعیت :             |                                  |                                  |                                  |                                  |